# Luci Quinti Crispí
Luci Quinti Crispí (llatí: Lucius Quinctius Crispinus va ser un magistrat romà. Formava part de la gens Quíntia i era de la branca dels Crispins. El seu pare podria ser Tit Quinti Crispí.
Va ser pretor l'any 186 aC i després propretor a Hispània. Va celebrar un triomf l'any 184 aC per les seves victòries a aquesta província. El seu nom complet, segons Smith, podia ser Luci Quinti Pennus Capitolí Crispí.